# Volodymyr Rybin
Volodymyr Ivanovych Rybin –en ucraniano, Володимир Іванович Рибін– (Kreminna, 14 de septiembre de 1980) es un deportista ucraniano que compitió en ciclismo en las modalidades de pista, especialista en las pruebas de puntuación y madison, y ruta.
Ganó dos medallas en el Campeonato Mundial de Ciclismo en Pista, oro en 2005 y plata en 2006.

## Medallero internacional
| Campeonato Mundial | Campeonato Mundial            | Campeonato Mundial | Campeonato Mundial |
| Año                | Lugar                         | Medalla            | Competición        |
| ------------------ | ----------------------------- | ------------------ | ------------------ |
| 2005               | Los Ángeles ( Estados Unidos) | Medalla de oro     | Puntuación         |
| 2006               | Burdeos ( Francia)            | Medalla de plata   | Madison            |